# Peter Dallas
Peter Dallas, de son vrai nom Ariel Levy, est un compositeur et producteur de musique électronique. En 2019, il signe chez bORDEL Records, label indépendant fondé par Scratch Massive et établi à Los Angeles,,.

## Discographie

### EP
- 2020 : The Ballads of Peter Dallas[2],[6]
- 2023 : Last Call for Dallas[7]

### Singles
- 2020 : Your Lover[8],[9],[10]
- 2021 : Girl in Yellow[11]
- 2022 : Toxic[12]
- 2023 : Sign[1]

### Collaborations
- 2019 : Disco Ball (en commun avec Jimmy Whoo) (Basic Instinct)[13]
- 2021 : Secrets - Peter Dallas Remix (en commun avec Scratch Massive) (Nuit de Rêve (10 Year Anniversary Edition))[14],[15]
- 2023 : Golden (en commun avec Kristina Bazan) (Last Call for Dallas)
- 2025 : Holy Place (en commun avec New Constellations) (Adult)[16]

## Filmographie

### Télévision
En 2022, son titre Your Lover est intégré à la bande-son de la série originale Netflix : Partner Track,,,.

### Clips vidéo
En 2023, est diffusé le clip de L.A Into the Night (Last Call for Dallas), dans lequel figure l'actrice franco-américaine Roxane Mesquida.